# 106 (číslo)
Sto šest je přirozené číslo. Následuje po číslu sto pět a předchází číslu sto sedm. Řadová číslovka je stý šestý nebo stošestý. Římskými číslicemi se zapisuje CVI.

## Matematika
Sto šest je
- deficientní číslo
- bezčtvercové celé číslo
- v desítkové soustavě nešťastné číslo
- nepříznivé číslo

## Chemie
- 106 je atomové číslo seaborgia; stabilní izotop s tímto neutronovým číslem mají 3 prvky (ytterbium, hafnium a wolfram); a nukleonové číslo nejběžnějšího izotopu palladia.[1]

## Roky
- 106
- 106 př. n. l.

## Ostatní
- 106 se vyskytuje v českém hovorovém idiomu ostošest (popř. o sto šest).